# Mr Green
Mr Green Ltd. – kasyno internetowe, które oferuje różnorodne gry kasynowe. Mr Green Limited działa pod nadzorem Maltańskiego departamentu Gier i Loterii (Malta Gaming Authority). Główna siedziba firmy znajduje się w Sliemie na Malcie.
Mr Green & Co jest spółką – matką, w portfolio której Mr Green (Mr Green Ltd) jest największą firmą. Spółka – matka, Mr Green & Co, znajduje się w Sztokholmie, w Szwecji i odnotowana jest na szwedzkim rynku akcyjnym. Per Norman został mianowany dyrektorem generalnym Mr Green & Co w lutym 2015 roku.
Kasyno internetowe Mr Green zostało utworzone w końcu roku 2007 a oficjalnie zaczęło swoją działalność i podbiło rynek kasyn online w 2008 roku. Firmę utworzyli trzej wspólnicy: Fredrik Sidfalk, Henrik Bergquist oraz Mikael Pawlo. Dwaj pierwsi przedsiębiorcy – Sidfalk i Bergquist mogli wykorzystać podczas tworzenia Mr Green swoją wiedzę i doświadczenie w sektorze iGamingu, które zdobyli tworząc firmę Betsson wraz z Andersem Holmgrenem w 2001 roku.
W 2008 roku Mr Green był jednym z pierwszych kasyn online oferujących gry od różnorodnych producentów. W kasynie zaimplementowano łatwe i wygodne rozwiązanie obejmujące transakcje w obrębie konta kasynowego, w którym wymiana żetonów do gry między producentami slotów kasynowych nie była już konieczna. W ofercie kasyna znajdują się gry IGT, Net Entertainment, Nextgen, Quickspin, Betsoft, Microgaming Quickfire, Bally Technologies oraz gry "na żywo" od Evolution Gaming.
Mr Green przykłada wiele uwagi do swojego programu "Limitów Mr Green" (ang. Green Gaming). Zaraz po rejestracji nowi gracze mają możliwość ustalenia limitów, które zminimalizują ryzyko związane z grą w kasynie. Jest to funkcja, dzięki której gracze mogą wpływać na podejmowane ryzyko i kontrolować swoją grę.
Jesper Kärrbrink został mianowany Dyrektorem Generalnym Mr Green Ltd w kwietniu 2016 roku, po 5 latach zarządzania firmą Euroflorist. Kärrbrink posiada niezwykle obszerne doświadczenie w branży medialnej. W latach 1998 – 2000 kierował działem cyfrowego biznesu w międzynarodowym domu mediowym Bonnier. Po 2 latach przeniósł się do Provider Venture Partners, gdzie objął posadę menadżera. Od 2004 do 2008 roku, Kärrbrink był Dyrektorem Generalnym Svenska Spel, państwowej firmy działającej na rynku gier losowych w Szwecji. W 2008 został Prezydentem i Dyrektorem Generalnym szwedzkiego przedsiębiorstwa Entiro, zajmującego się świadczeniem usług w zakresie lokalnego wyszukiwania informacji o przedsiębiorstwach, produktach i usługach. W 2011 roku mianowano go Dyrektorem Generalnym Euroflorist. Dzięki jego pracy akcje firmy rocznie rosły o 30%. W firmie Euroflorist Jesper Kärrbrink zajmował także stanowiska wiceprzewodniczącego oraz członka komisji AB.
W 2015 roku, Mr Green pozyskał włoskiego operatora – Mybet Italia i dostał pozwolenie od włoskich władz regulacyjnych Agenzia delle Dogane e dei Monopoli by przejąć wszelką działalność Mybet Italia.
Poza poszerzeniem działalności o Włochy, Mr Green Ltd otrzymał licencję w Wielkiej Brytanii (UK Operator Licence) w lipcu 2015, co pokazuje, że firma planuje rozwijać również istniejące rynki zwiększając przychód z lokalnych licencjonowanych operatorów.

## Nagrody
| Rok  | Przyznane przez                   | Kategoria                                   |
| ---- | --------------------------------- | ------------------------------------------- |
| 2009 | Internetworld                     | Topp 100                                    |
| 2010 | Internetworld                     | Topp 100                                    |
| 2011 | Internetworld                     | Topp 100                                    |
| 2012 | Internetworld                     | Topp 100                                    |
| 2012 | eGaming Review (EGR)              | Socially Responsible Operator of the Year   |
| 2013 | Internetworld                     | Topp 100                                    |
| 2013 | International Gaming Awards (IGA) | Online Casino Operator of the Year          |
| 2014 | Internetworld                     | Topp 100                                    |
| 2014 | International Gaming Awards (IGA) | Online Casino Operator of the Year          |
| 2014 | eGaming Review (EGR)              | Highly Commended Slots Operator of the Year |
| 2014 | eGaming Review (EGR)              | Casino Brand of the Year                    |
| 2015 | International Gaming Awards (IGA) | Online Casino Operator of the Year          |